# لغات روسيا
من جميع لغات روسيا الروسية هي اللغة الرسمية إلى جانب 27 لغة رسمية في مناطق مختلفة من روسيا. هناك أكثر من 100 لغة للأقليات مستخدمة في روسيا اليوم.

## اللغات الرسمية الأخرى
| التسلسل | اللغة                        | تصنيف اللغة             | المناطق التي تنتشر فيها اللغة (تعد فيها رسمية                     |
| ------- | ---------------------------- | ----------------------- | ----------------------------------------------------------------- |
| 1       | الأباظية                     | لغات قوقازية شمال غربية | قراتشاي - تشيركيسيا                                               |
| 2       | الأديغية                     | لغات قوقازية شمال غربية | أديغيا                                                            |
| 3       | لغة ألطاي                    | لغات تركية              | جمهورية ألطاي                                                     |
| 4       | الأوارية                     | لغات قوقازية شمال شرقية | داغستان                                                           |
| 5       | الأذرية                      | لغات تركية              | داغستان                                                           |
| 6       | باشقير                       | لغات تركية              | باشقورتوستان                                                      |
| 7       | لغة بوريات                   | لغات منغولية            | بورياتيا وفي مقاطعة أوغين بوريات [الإنجليزية] في زابايكالسكي كراي |
| 8       | الشيشانية                    | لغات قوقازية شمال غربية | الشيشان                                                           |
| 9       | لغة تشوفاش                   | لغات تركية              | تشوفاشيا                                                          |
| 10      | لغة الإرزيا                  | لغات أورالية            | موردوفيا                                                          |
| 11      | الإنغوشية                    | لغات قوقازية شمال شرقية | إنغوشيا                                                           |
| 12      | لغة قبردية                   | لغات قوقازية شمال غربية | قبردينو - بلقاريا و قراتشاي - تشيركيسيا                           |
| 13      | لغة قالميق                   | لغات منغولية            | كالميكيا                                                          |
| 14      | القراشاي بلقار               | لغات تركية              | قبردينو - بلقاريا و قراتشاي - تشيركيسيا                           |
| 15      | لغة خقاسية                   | لغات تركية              | خقاسيا                                                            |
| 16      | لغة كومي زيريان [الإنجليزية] | لغات أورالية            | جمهورية كومي                                                      |
| 17      | لغة لزغية                    | لغات قوقازية شمال شرقية | داغستان                                                           |
| 18      | لغة مانسي                    | لغات أورالية            | خانتي-مانسي                                                       |
| 19      | المارية                      | لغات أورالية            | ماري إل                                                           |
| 20      | لغة الموكشا                  | لغات أورالية            | موردوفيا                                                          |
| 21      | لغة نوقاي                    | لغات تركية              | قراتشاي - تشيركيسيا                                               |
| 22      | الأوسيتية                    | لغات إيرانية            | أوسيتيا الشمالية-ألانيا                                           |
| 23      | التترية                      | لغات تركية              | تتارستان                                                          |
| 24      | لغة توفية                    | لغات تركية              | توفا                                                              |
| 25      | الأدمورتية                   | لغات أورالية            | أودمورتيا                                                         |
| 26      | الياقوتية                    | لغات تركية              | ياقوتيا                                                           |

1. ↑  "http://www.osvita.org.ua/news/39386.html" (بالأوكرانية). Archived from the original on 2018-11-17. {{استشهاد ويب}}: روابط خارجية في |عنوان= (help)
2. ↑  "Russia - Language, Culture, Customs and Etiquette". Kwintessential. مؤرشف من الأصل في 2016-04-27.